# Moldavský lei
Moldavský lei, v prvním pádě jednotného čísla také leu, je zákonným platidlem východoevropského státu Moldavsko. Název lei je podobný jako měny dalších balkánských zemí – rumunský lei a bulharský lev. Všechny měny se jmenují podle kočkovité šelmy, jen výslovnost a zápis názvu je přizpůsoben bulharštině a rumunštině (moldavštině).
ISO 4217 kód této měny je MDL. Jedna setina lei se jmenuje „ban“ (množné číslo bani). Na území Moldavska se rozprostírá de facto nezávislý stát Podněstří, který se odtrhl od Moldavska, ale nebyl žádným státem uznán. Tato oblast používá svou vlastní měnu, která stejně jako celé Podněstří není mezinárodně uznávaná – podněsterský rubl.

## Historie
Mezi lety 1918 a 1940 a 1941 až 1944 bylo Moldavsko součástí Rumunska. Rumunský lei byl tedy měnou i zde. Část roku 1940 a pak od 1944 až do 1991 Moldavsko bylo svazovou republikou Sovětského svazu a začal zde platit sovětský rubl. V roce 1991 získalo Moldavsko nezávislost na SSSR a v roce 1992 zavedlo vlastní měnu moldavský kupon, který vycházel ze sovětského rublu v poměru 1:1.
Současný moldavský lei vznikl až v roce 1993, kdy nahradil kupon v poměru 1 lei = 1 000 kupon.

## Mince a bankovky
V oběhu jsou mince nominálních hodnot 1, 5, 10, 25 a 50 banů a mince 1, 2, 5 a 10 lei. Bankovky mají hodnoty 1, 5, 10, 20, 50, 100, 200, 500 a 1000 lei. Na aversní straně všech bankovek je vyobrazen moldavský kníže Štěpán III. Veliký.

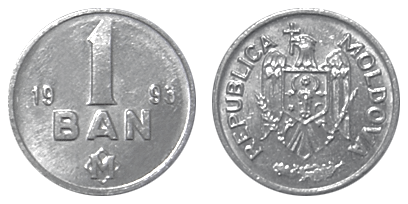
1 ban
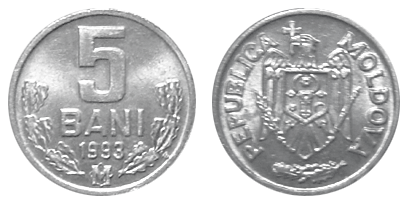
5 banů
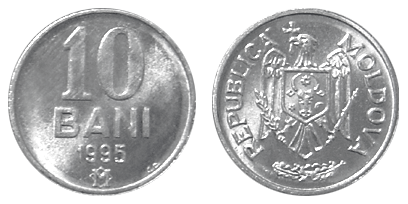
10 banů
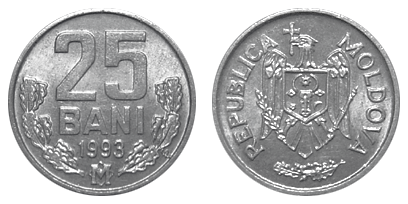
25 banů
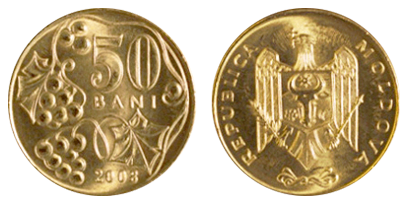
50 banů

| Vyobrazení | Vyobrazení | Hodnota | Rozměry     |       | Vyobrazení | Vyobrazení | Hodnota     | Rozměry |
| Avers      | Revers     | Hodnota | Rozměry     | Avers | Revers     |            | Hodnota     | Rozměry |
| ---------- | ---------- | ------- | ----------- | ----- | ---------- | ---------- | ----------- | ------- |
|            |            | 1 lei   | 114 × 58 mm |       |            | 100 lei    | 121 × 61 mm |         |
|            |            | 5 lei   | 114 × 58 mm |       |            | 200 lei    | 133 × 66 mm |         |
|            |            | 10 lei  | 121 × 61 mm |       |            | 500 lei    | 133 × 66 mm |         |
|            |            | 20 lei  | 121 × 61 mm |       |            | 1000 lei   | 133 × 66 mm |         |
|            |            | 50 lei  | 121 × 61 mm |       |            |            |             |         |